# Stade Jorge-González
Le stade national Jorge « Mágico » González (en espagnol : Estadio Nacional Jorge “El Mágico” González) est un stade de football inauguré en 1932 et situé à San Salvador au Salvador.
En 2015, il accueille la deuxième édition des championnats NACAC. Il porte le nom de l'ancien footballeur Mágico González (Jorge Alberto González Barillas).